# Francesc Alsina i Mola
Francesc Alsina i Mola (Santa Coloma de Farners, 22 de juny de 1948 - Barcelona, 30 d'agost de 2002) fou un músic i compositor de sardanes.
De formació bàsicament pianística, també fou intèrpret de fiscorn i trombó.
Va ser integrant de les següents formacions: Los Halcones (conjunt de Santa Coloma de Farners, 1964-1965); Cobla-orquestra La Farnense (1965-1966); Cobla-orquestra La Principal de Sant Feliu de Pallerols (1967-1968); Cobla-orquestra La Principal de Girona (1969-1970 i 1974-1976) i Cobla-orquestra Girona (1971-1973)
Després del seu pas per cobles i orquestres va actuar com a pianista en solitari o en conjunts de petit format, compaginant el seu treball al davant d'una oficina bancària i més tard com a director comercial de Gas Natural amb l'ensenyament musical i la direcció del Cor de Farners.